# Audi A1 I
Pour les articles homonymes, voir Audi A1.
L'Audi A1 (type 8X) est une citadine du constructeur automobile allemand Audi, produite à partir du 9 septembre 2010 dans l'usine Audi Brussels à Forest en Belgique. Le plus petit modèle actuel de la marque allemande est destiné à concurrencer la Mini, la Fiat 500, l'Alfa Romeo MiTo et la DS3 de Citroën.

## Présentation
Plusieurs fois esquissée par des concept cars (Audi Metroproject Quattro en 2007 et Audi A1 Sportback Concept en 2008) et déjà primée avant sa présentation — elle se voit décerner en janvier 2010 le titre de « voiture la plus excitante de l'année » par le magazine anglais What Car ? Le dessin définitif de la petite A1, réalisé par Wolfgang Egger, est officiellement dévoilé au Salon de l'automobile de Genève 2010.
Basée sur la plate-forme VW PQ25 de la Volkswagen Polo, elle est produite sur les chaînes de l'usine de Forest. Elle est déclinée en berline cinq-portes Sportback depuis février 2012. La production de la gamme a été arrêtée début mai 2018 après environ 909 000 véhicules. Elle sera remplacée en 2018 par une seconde génération produite à Martorell en Espagne. La deuxième génération a finalement été présentée mi-juin 2018 et lancée à l’automne 2018.

### Contexte et développement

#### Audi, absent du segment des citadines
L’Audi 50 était disponible d’août 1974 à juillet 1978. Elle a également été vendue en tant que Volkswagen Polo à partir de mars 1975 et elle est considérée comme l’ancêtre de l’A1. Commercialisée à partir de juillet 2000, l'Audi A2, vendue à un tarif élevé, d'un design contesté par la clientèle et particulièrement coûteuse à produire en raison de sa structure innovante tout en aluminium, a été un flop. Malgré une deuxième année de production totalisant 51 813 exemplaires vendus en Europe, sa fabrication est définitivement arrêtée en 2005. Audi aura patienté près de cinq ans avant de revenir sur le marché des citadines, seul segment sur lequel la marque n'est pas présente en 2010.
Néanmoins, cette défaite commerciale n'a pas découragé Audi, ce dernier s'étant fixé pour objectif de devenir le premier constructeur premium sur le marché européen, devant ses traditionnels concurrents BMW (le leader actuel) et Mercedes-Benz,. Audi ne saurait donc éviter le marché « très porteur » des citadines, d'autant plus que la Mini y réalise de très bons chiffres de vente depuis près de dix ans, cette citadine de luxe moins coûteuse à produire que l'A2 mais tout aussi chère à acheter ayant réussi à séduire un public essentiellement féminin,
Avant sa présentation officielle au public lors de l'édition 2010 du Salon de l'automobile de Genève, deux concept cars auront esquissé le profil de l'A1 dans sa version trois-portes pour l'Audi Metroproject Quattro Concept, et dans sa version Sportback (cinq-portes) pour l'Audi A1 Sportback Concept.
Si certains voient une affiliation entre l'A1 et l'Audi Shooting Brake Concept — break de chasse dévoilé en 2005, conçu comme un exercice de style — l'Audi Metroproject Quattro en est réellement le premier concept car. Présenté au Salon de l'automobile de Tokyo en 2007, il préfigure de façon très réaliste ce que sera le résultat final de l'A1. Audi ayant pris acte de son échec notamment stylistique avec l'A2 et, à l'inverse, du succès du design de la Mini, le dessin de ce concept est « ouvertement agressif » et reprend l'ensemble des « codes » stylistiques ayant fait la réussite de la marque : une calandre Single Frame imposante (coupé dans les coins supérieurs), la ceinture de caisse, qu’Audi appelle la «ligne de tornade», fait le tour de la voiture, l'éclairage diurne à LED en conjonction avec les phares au xénon, comme pour l’Audi Q5, les feux arrière sont entièrement intégrés dans le hayon et, en conjonction avec les phares au xénon, ils utilisent également la technologie LED, les arches de pavillon de la TT — elles sont en revanche pour la première fois en aluminium brossé — ou encore les ailes renflées à la forme caractéristique des Audi Quattro des années 1980. 
Un an plus tard, au mondial de l'automobile de Paris 2008, Audi décide de présenter un second concept car de sa future citadine, mais cette fois-ci dans une déclinaison cinq-portes (ou Sportback dans la nomenclature Audi). Dénommée Audi A1 Sportback Concept, ce concept officialise la dénomination « A1 » au détriment de « A2 », marquant davantage la rupture entre les deux citadines. Hormis quelques détails esthétiques précisant le futur dessin de l'A1 — les coins de la calandre tronqués ou le dessin des optiques avant — le concept Audi Sportback diffère peu du Metroproject Quattro, ces derniers étant des « aperçus » de l'A1. L'aspect intéressant de ce nouveau concept réside dans ses dimensions (3,99 m de long et 2,46 m d'empattement) laissant présager l'habitabilité de l'A1 Sportback.

#### Production et ventes
C'est exclusivement dans l'usine Audi Brussels de Forest à Bruxelles qu'Audi a décidé de produire l'A1. Audi a repris ce site de Volkswagen en 2008, désirant disposer d'une chaîne capable de tenir une production annuelle conséquente et d'équipes ayant acquis une expérience dans le montage des petites cylindrées ; cette usine âgée de 57 ans répond à ces critères : de ses chaînes sont sorties les Volkswagen Coccinelle, Golf, Lupo  ou encore Polo. L'importateur historique du groupe Volkswagen (dont fait partie Audi) en Belgique, Roland D'Ieteren, aurait également insisté pour sauver ce site industriel initialement destiné à être fermé.
Après 300 millions d'euros investis dans sa réhabilitation pour « mettre l'usine à la pointe de la technologie » selon Martin Widuckel, représentant du site au Conseil d'administration d'Audi, l'usine a officiellement entamé la production de l'A1 le 11 mai 2010. La montée en cadence se fait progressivement, passant de 120 à plus de 500 exemplaires quotidien avec l'objectif d'atteindre une production annuelle de 80 000 A1, « voire 100 000 si le succès est au rendez-vous »,. Un objectif apparemment atteint puisqu'en 2011, la production fut de 118 200 voitures.
Cependant, sa production serait délocalisée en Espagne dans un proche avenir.
Le graphique ci-dessous représente le nombre d'A1 vendues en tant que voitures particulières en France entre 2010 et  2017.
Pour des raisons techniques, il est temporairement impossible d'afficher le graphique qui aurait dû être présenté ici.

### Design
Réalisé par Wolfgang Egger, designer allemand à la tête du département style d'Audi depuis 2007, le dessin de l'Audi A1 reprend l'essentiel des traits suggérés par les concept cars ; le « regard froncé » et la calandre Single Frame de l'A1 Sportback Concept — calandre inaugurée sur l'A5 en 2007 dont les coins supérieurs biseautés deviendront la nouvelle signature d'Audi — ainsi que l'éclairage diurne à LED (en option avec les phares xénon plus) et les arches de pavillon du Metroproject Quattro sont notamment présents, lors du lancement sur le marché allemand, les phares au xénon et les feux arrière à LED n’étaient disponible qu’en option (finitions d’éclairage différentes). Pour autant, le design de l'A1 n'est pas nouveau puisque fortement inspiré des traits caractéristiques des modèles de la gamme, comme les larges épaules ou l'arrière typique.
Si la Mini joue sur un style néo-rétro, l'Audi A1 se veut résolument « sportive » et luxueuse comme en témoigne le dessin de l'habitacle. Les concepteurs de la planche de bord se sont notamment inspirés de l'aviation, à l'image des ouïes d'aération dont le dessin évoque la tuyère d'un réacteur ou du tableau de bord suggérant celui d'une aile, ; la console centrale quant à elle laisse supposer la forme d'une poupe d'un yacht,. Fidèle à sa réputation, Audi réalise une belle finition : les matériaux sont cossus, les plastiques généreusement moussés,.
Tendance automobile des années 2000, l'Audi A1 dispose d'un programme de personnalisation destinée à configurer certains éléments de carrosserie et d'intérieur à son goût. Cette offre de personnalisation  - cependant moins poussé que chez ses concurrentes - est d'autant plus importante que la clientèle visée sur ce segment automobile est essentiellement féminine. Moyennant un supplément, l'acquéreur d'une A1 peut, par exemple, choisir parmi quatre teintes la couleur des arches de pavillon ainsi que celle des coques de rétroviseurs ; à l'intérieur, le cerclage des aérateurs, la console centrale et la sellerie peuvent également être personnalisés à l'envi,. Enfin, outre la traditionnelle finition S-line disposant notamment d'une face avant spécifique, Audi propose un kit « Compétition Aérodynamique » offrant le choix entre quatre packs modulables pour l'intérieur et l'extérieur.

### Variantes de carrosserie
Au début, l’A1 n’était proposée qu’en berline trois portes. La version cinq portes, la Sportback, a suivi en 2012, qui pouvait être commandée à partir de mi-novembre et qui a été officiellement présentée au Salon de l'automobile de Tokyo. L’A1 Sportback s’est un peu élargie, le montant C a été légèrement reculé au profit de la garde au toit à l’arrière, la longueur du véhicule reste inchangée.

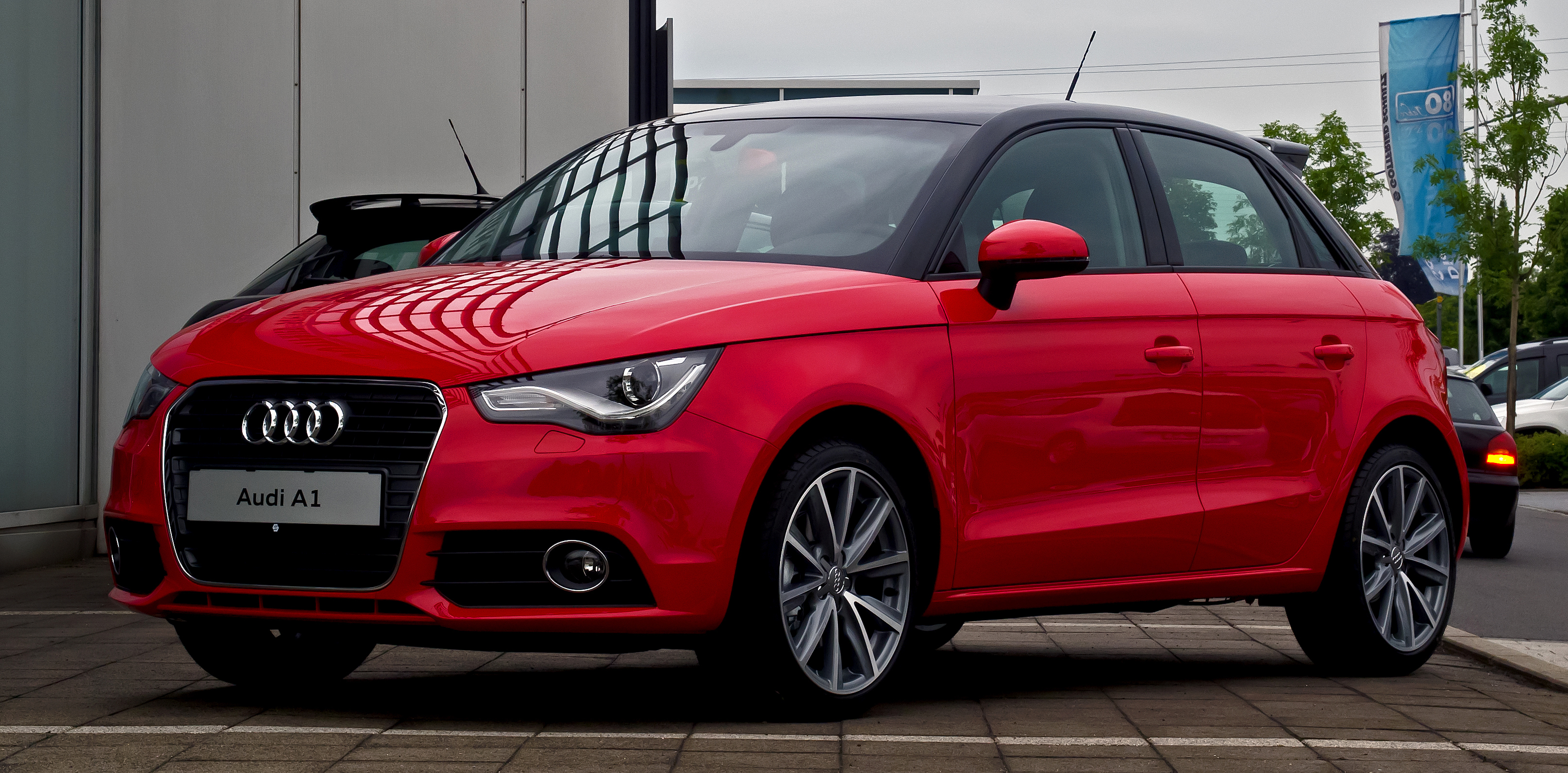
Audi A1 Sportback (2012–2014)
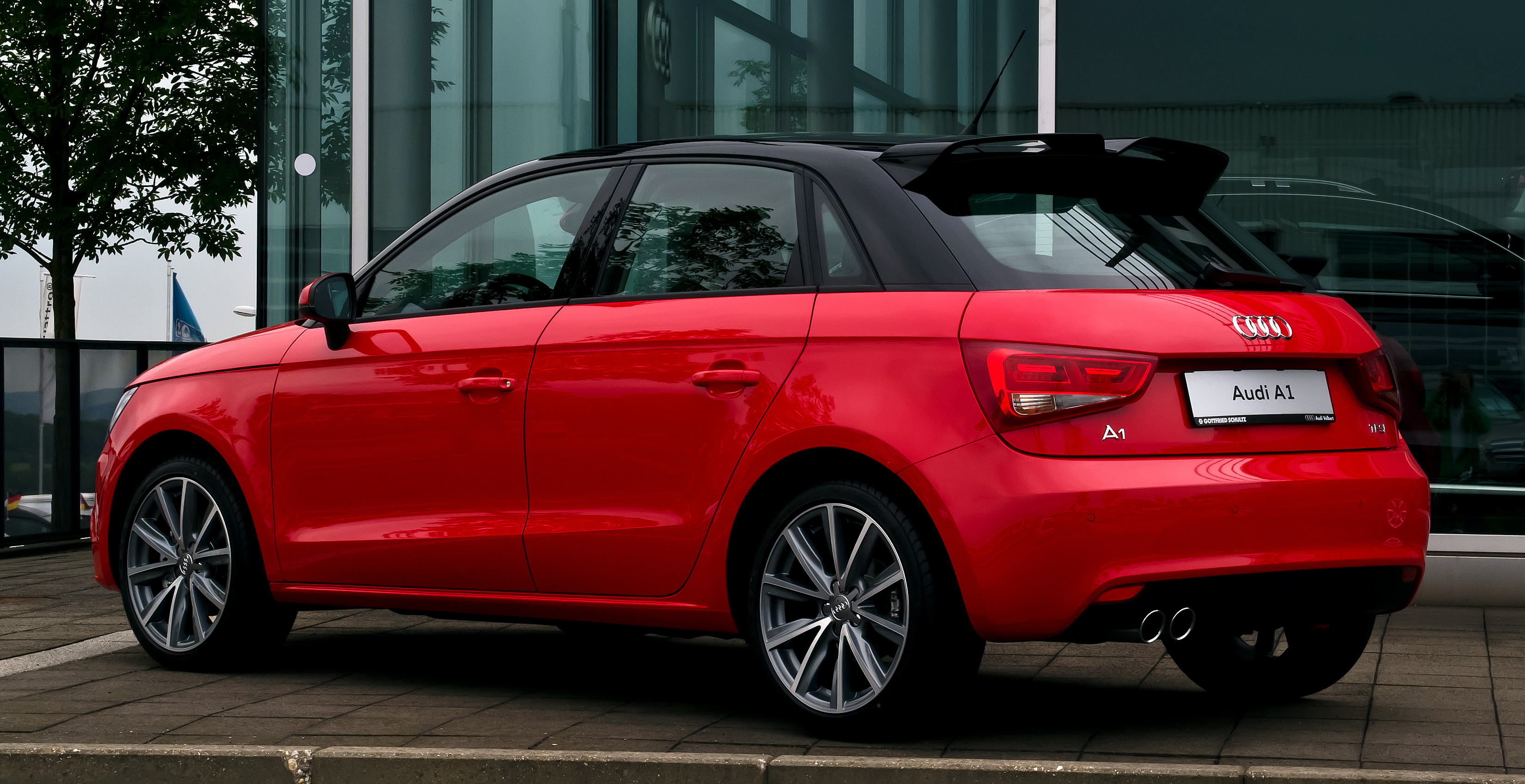
Vue arrière
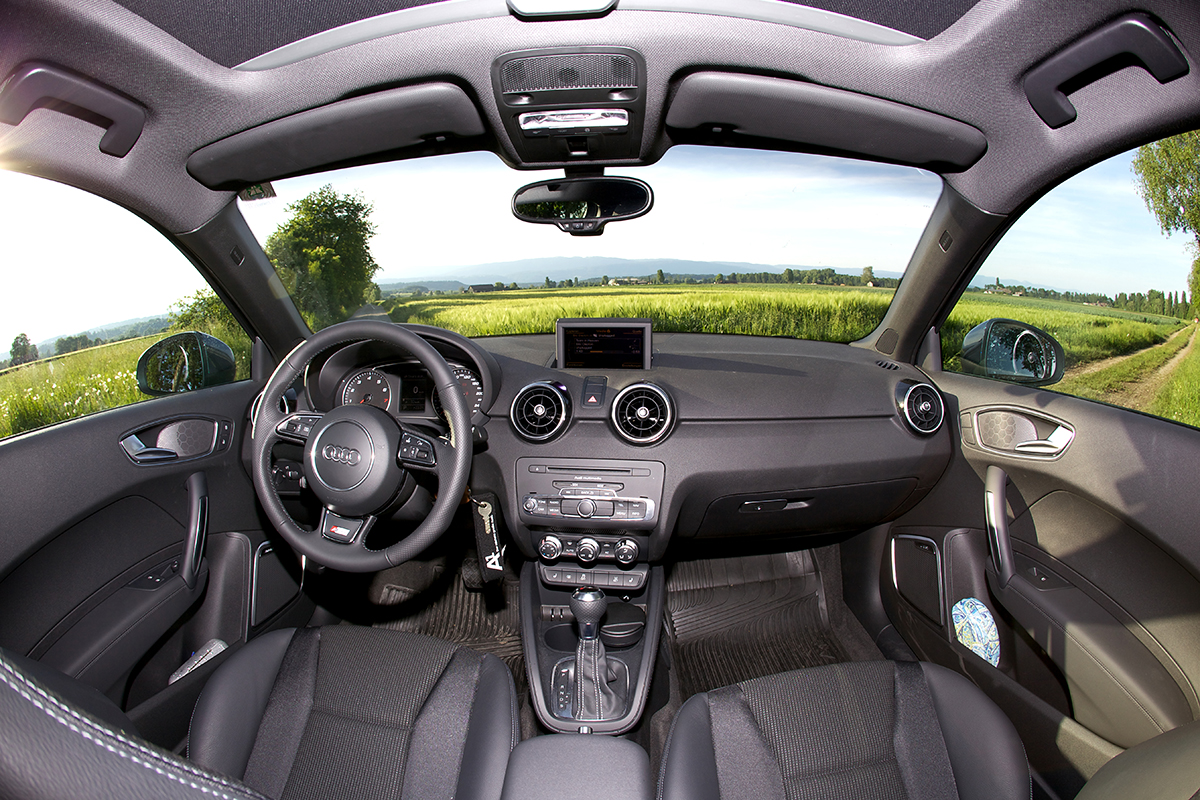
Intérieur

### Habitabilité et confort
L'espace aux places arrière, d'une largeur de 1 266 mm, ayant été jugé trop restreint pour accueillir trois passagers, l'Audi A1 trois-portes (Hatchback) est une automobile quatre-places comme la Mini. La version cinq-portes (A1 Sportback), sortie en 2012, offre la possibilité en option d'une banquette trois-places à l'arrière, portant le nombre de places à cinq. L'espace aux jambes de l'A1 est certes limité mais de quelques centimètres supérieurs à celui de ses concurrentes grâce à l'empattement de 2 469 mm. La garde au toit est quant à elle relativement faible, pénalisée par la ligne du pavillon, et dégradent l'habitabilité arrière.
Le coffre, accessible par le hayon, est également pénalisé par le dessin du toit plongeant puisque son volume de 270 litres demeure dans la moyenne de la catégorie. Lorsque les dossiers de la banquette 40/60 sont rabattus, le volume atteint alors 920 litres ; en revanche, l'aire de chargement ainsi offerte ne dispose pas d'un plancher plat en raison de l'assise monobloc des sièges.
Dans ce domaine encore, l'Audi A1 partage beaucoup avec la Volkswagen Polo : structure des sièges, bloc ventilation ou colonne de direction sont entre autres communs.

### Structure
Basée sur la même plateforme PQ25 que celle de la VW Polo V et de la SEAT Ibiza IV, l'Audi A1 profite en revanche de voies élargies « pour mieux asseoir son statut de citadine haut de gamme ». L'A1 est également plus large de 8 cm, plus basse de 1 cm et plus courte de 1 cm que la Polo.
Pour la caisse, plusieurs aciers ont été utilisés par Audi afin de limiter le poids de l'A1 (1 040 kg pour la version de base 1.2 TFSI et seulement une centaine de kilos supplémentaires dans une version « tout équipée ») et par conséquent améliorer les performances dynamiques.

### Lifting
L'Audi A1 a été restylée en janvier 2015. Elle s'est inspirée de la S1 pour adopter des phares à LED avec des feux arrière à diodes redessinés. Tous les moteurs disponibles sont conformes à la norme antipollution Euro 6, et les deux moteurs trois cylindres TFSI ultra de 1.0 L et TDI ultra de 1.4 L sont utilisés pour la première fois dans l’A1. Le moteur TFSI à double suralimentation de 1.4 L (136 kW) est remplacé par un moteur TFSI de 1.8 L (141 kW). De plus, une nouvelle direction assistée électromécanique est maintenant utilisée. Les anciennes gammes d’équipements ont été remplacées par des nouvelles : A1, A1 Design et A1 Sport.

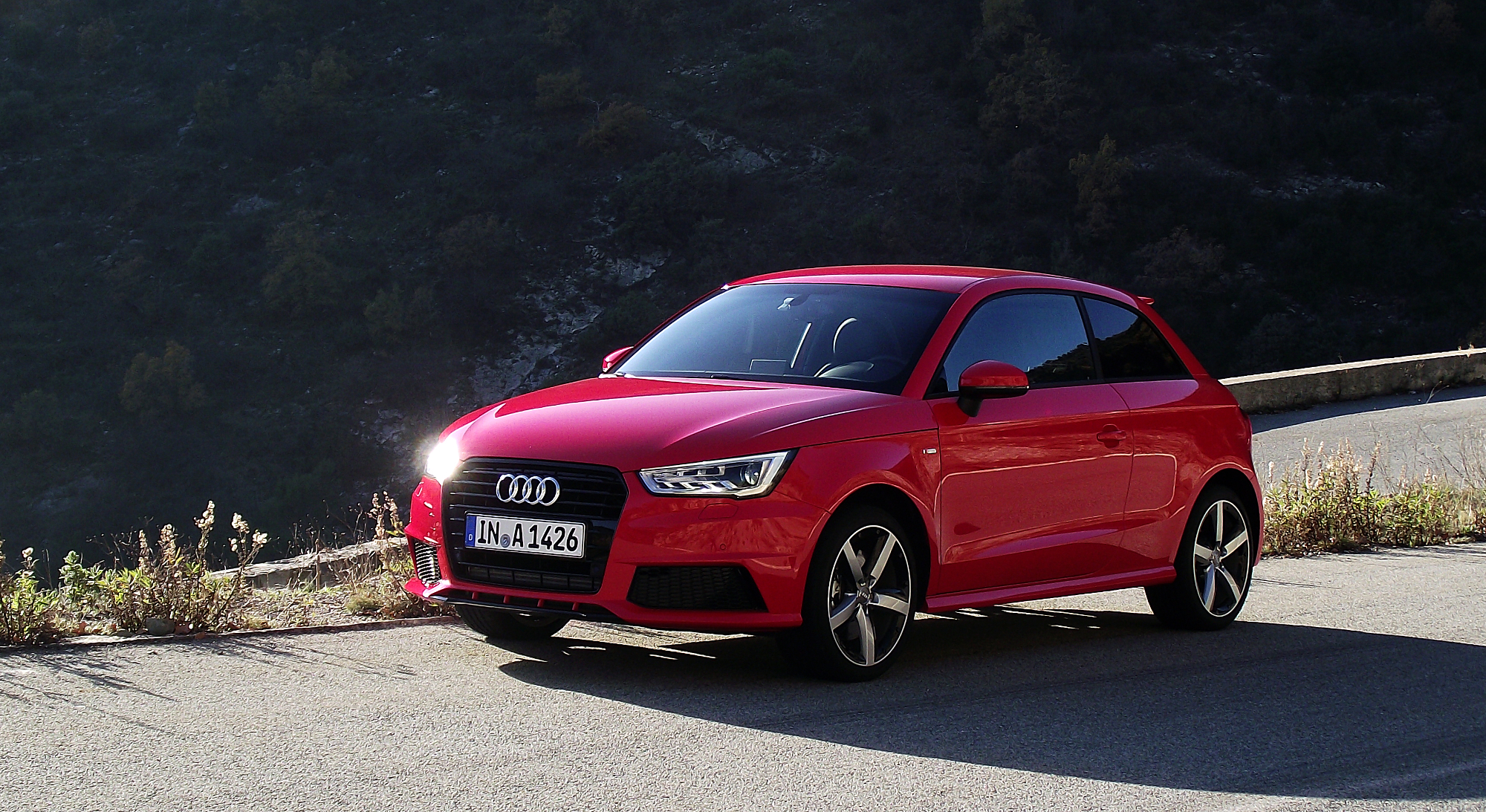
Audi A1 sport 1.8 TFSI (2015–2018)
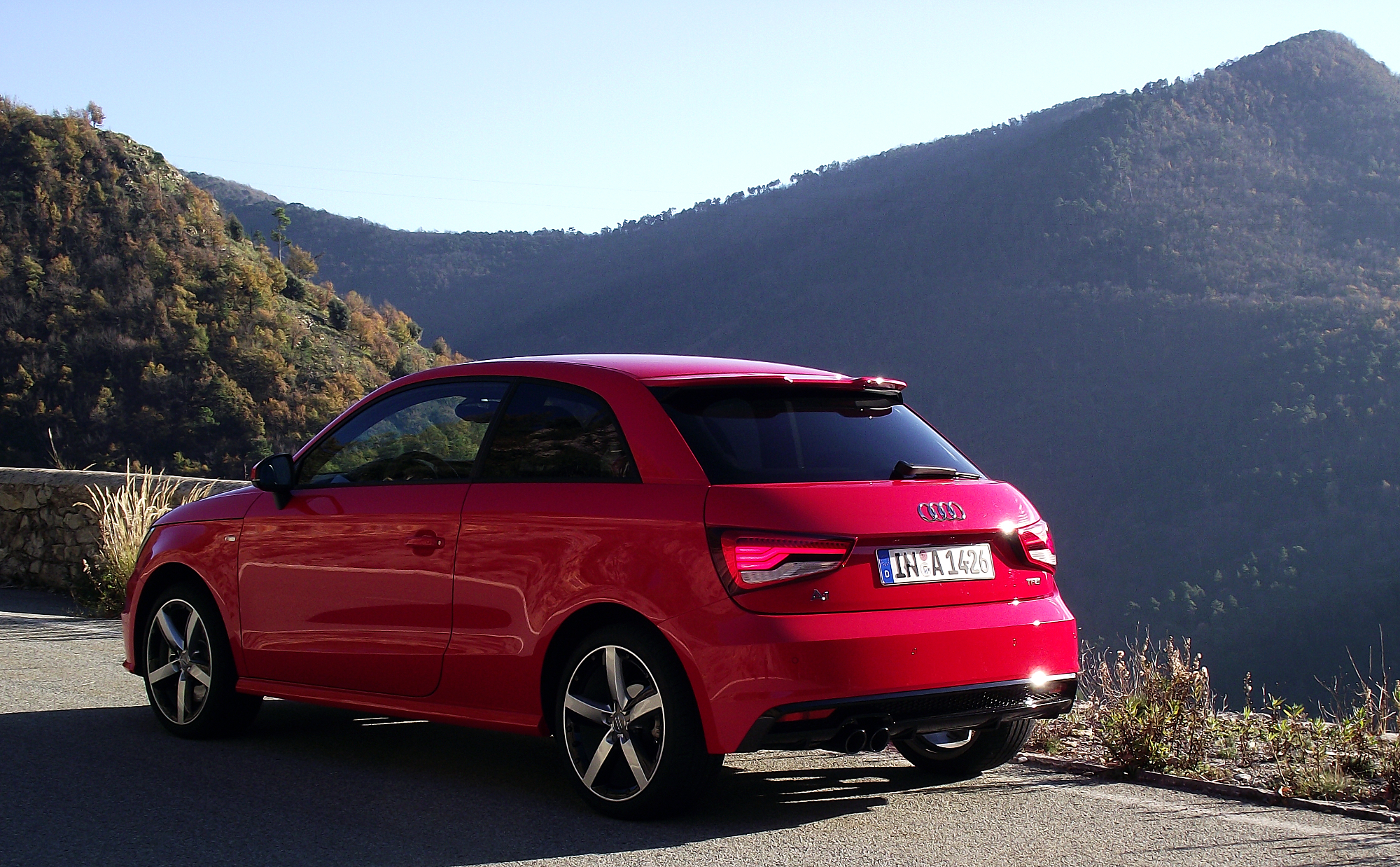
Vue arrière
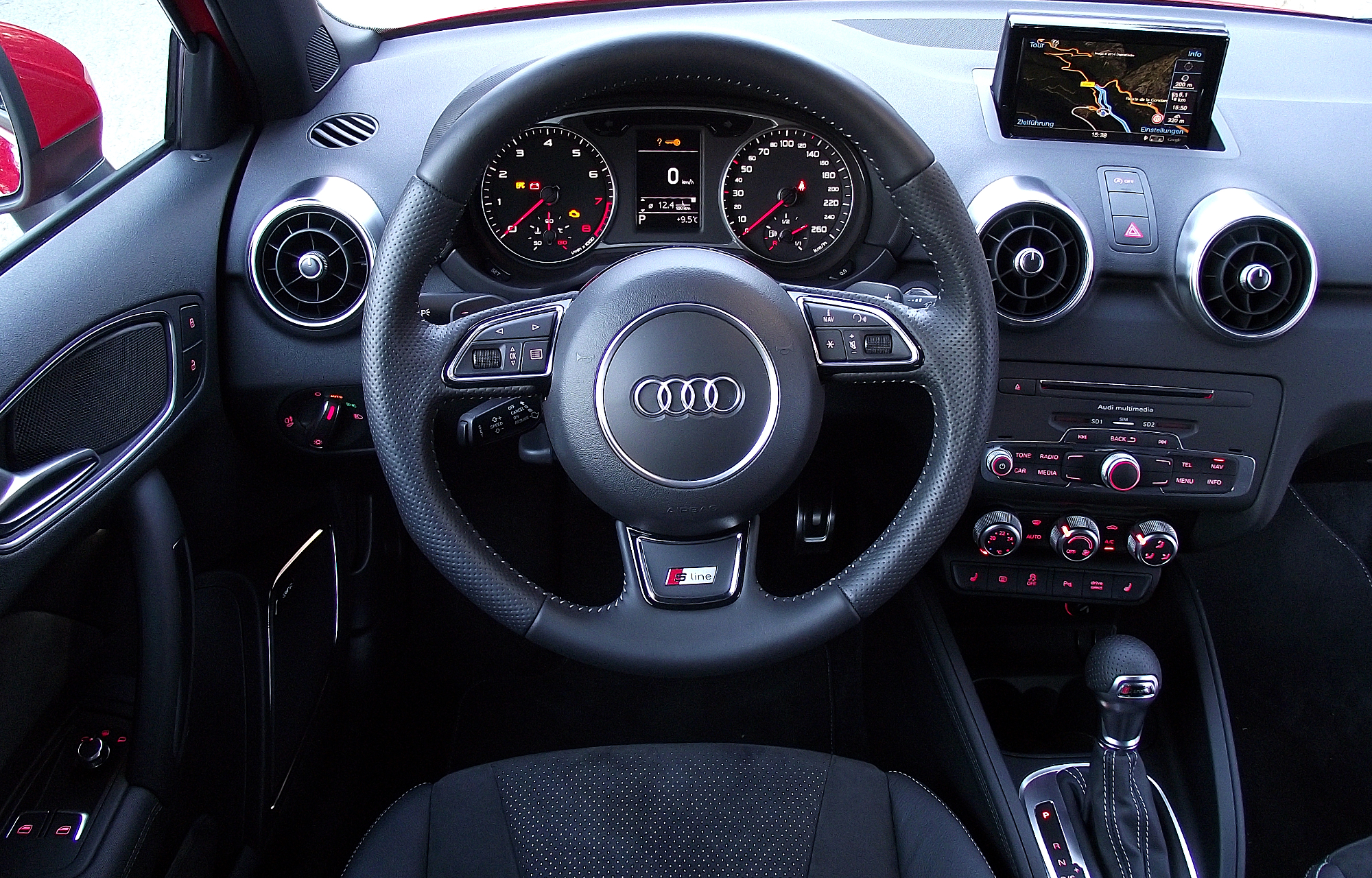
Poste de pilotage
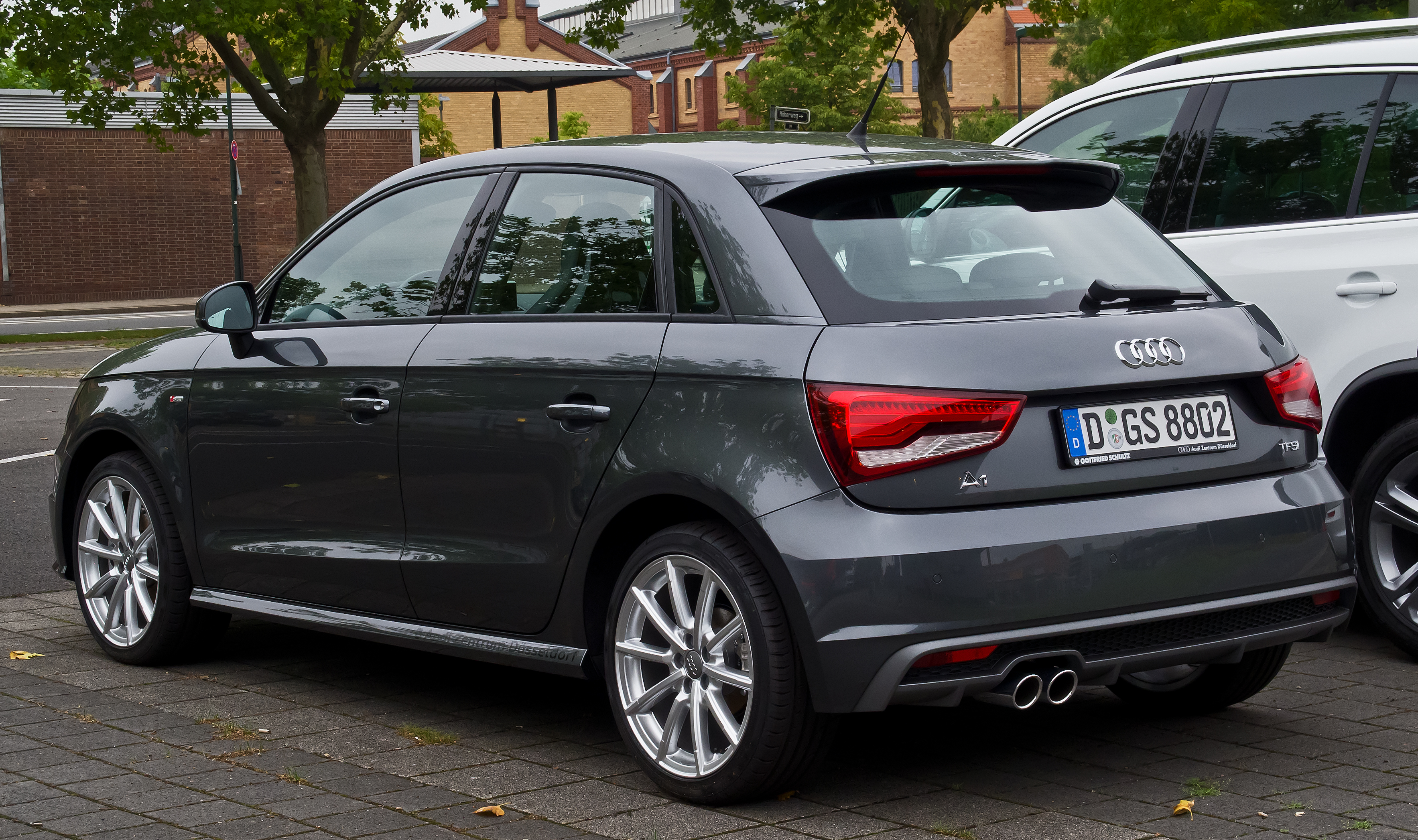
Audi A1 Sportback (2015–2018)

## Équipement

### Gamme d’équipement
- Attraction (septembre 2010 - janvier 2015) : Modèle de base avec roues en acier, châssis dynamique, système radio/CD, rétroviseurs extérieurs à réglage électrique, vitres électriques, siège conducteur réglable en hauteur, système start & stop (pas avec les modèles à moteur TDI de 66 kW avec transmission S tronic) et climatisation manuelle, mais sans feux anti-brouillard.
- Ambition (septembre 2010 - 2018) : Comme Attraction avec en plus jantes en aluminium coulé de 16 pouces, suspension sport, feux de brouillard, aspect aluminium à l’intérieur, sièges sport, volant sport en cuir et système d’information pour le conducteur.
- Ambition Luxe (septembre 2010 - 2018[21])
- Ambiente (décembre 2010 - 2018)
- Business Line
- S line (décembre 2010 - 2018) : Basé sur la gamme de finition Ambition mais avec des roues en aluminium coulé de 17 pouces, suspension sport S-line, siège sport au look S-line, ensemble d’éclairage intérieur à LED et garniture de toit noire.

Les gammes d’équipements ont été modifiées avec le lifting.
- A1 (janvier 2015 - 2018) : Équipement de base qui comprend des roues en acier de 15 pouces et un volant sport (conception à 3 branches).
- A1 Sport : Équipement à accent sportif qui comprend des jantes en aluminium de 16 pouces, sièges sport, suspension sport et Audi Drive Select (pour les modèles avec le moteur de 85 kW et plus)
- A1 Design : Équipement haut de gamme qui comprend des roues en aluminium de 16 pouces, sièges sport et aspect aluminium à l’intérieur.

### Équipement spécial
- S Line Edition (mars 2011) - 500 exemplaires.
- Quattro (mars 2012) - 333 exemplaires[21].
- Urban (septembre 2012)[21].
- Urban Sport (avril 2013)[21].
- Midnight Series (mai 2018) - 1 000 exemplaires.

En plus des gammes d’équipements, de nombreuses options supplémentaires sont possibles. Entre autres, des phares bi-xénon avec feux de jour à LED, des capteurs de stationnement pour l’avant et l’arrière, feux de route automatique et un rétroviseur intérieur à atténuation automatique. Il existe également divers suppléments multimédias tels qu’un système d’infodivertissement et de navigation MMI avec un écran couleur TFT de 6,5 pouces ou un système de son surround Bose d’une puissance de sortie de 465 watts.

## Sécurité
Lors du crash test Euro NCAP de novembre 2010, l’Audi A1 a obtenu 90% des points pour la protection des occupants, 79% pour la protection des enfants et 49% pour la protection des piétons. En 2011, elle a reçue une note globale de quatre étoiles au JNCNAP.

## Variantes du modèle

### Audi A1 quattro
À l’automne 2012, Audi présente le modèle A1 quattro, qui se compte à 333 exemplaires dans le monde (35 pour la France). Environ un tiers de la gamme spéciale a été commandée en Suisse . 
Le véhicule, conçu en tant que modèle sportif haut de gamme de l’A1, est équipé d’un moteur essence quatre cylindres turbocompressé (2.0 TFSI) qui développe une puissance maximale de 256 ch (188 kW). 
Elle est dotée de série d'une transmission intégrale, phare au xénon, sièges sport recouverts de cuir nappa, jantes de 18 pouces peintes en blanc et un centre d’infodivertissement avec système de navigation et option WiFi.
Le modèle n’était disponible qu’en version trois portes et peint uniquement en noir et blanc. Le prix était de 49 900€ en Allemagne.

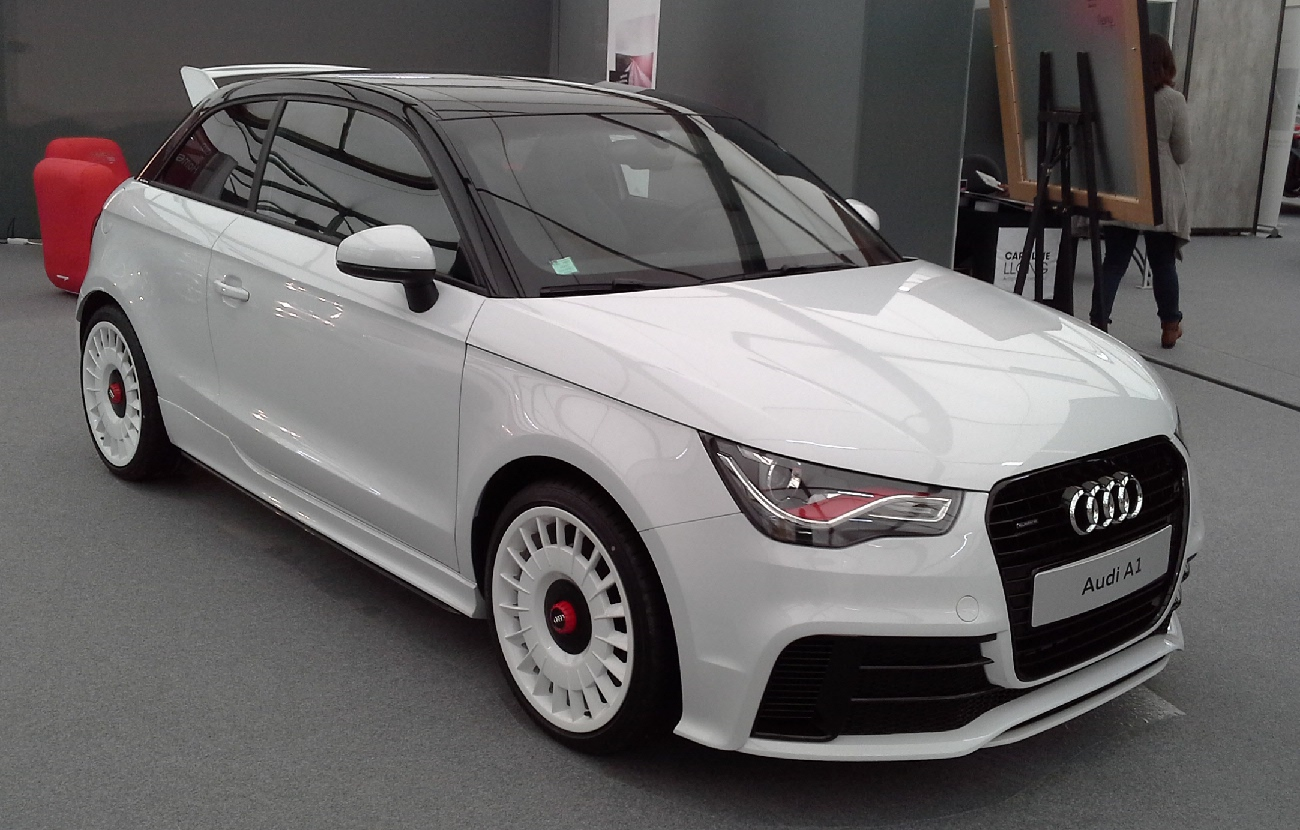
Audi A1 quattro (2012)
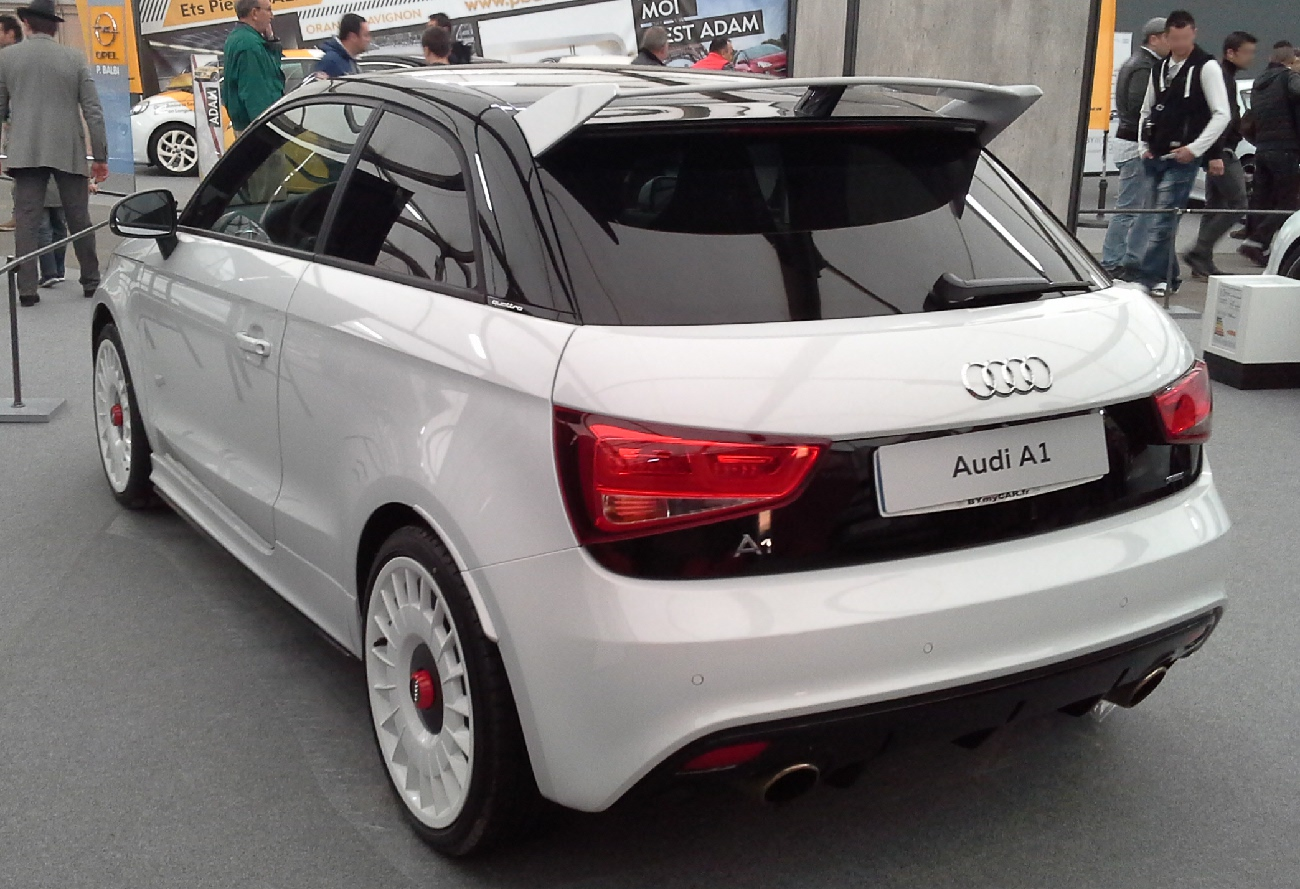
Vue arrière

### Audi A1 e-tron

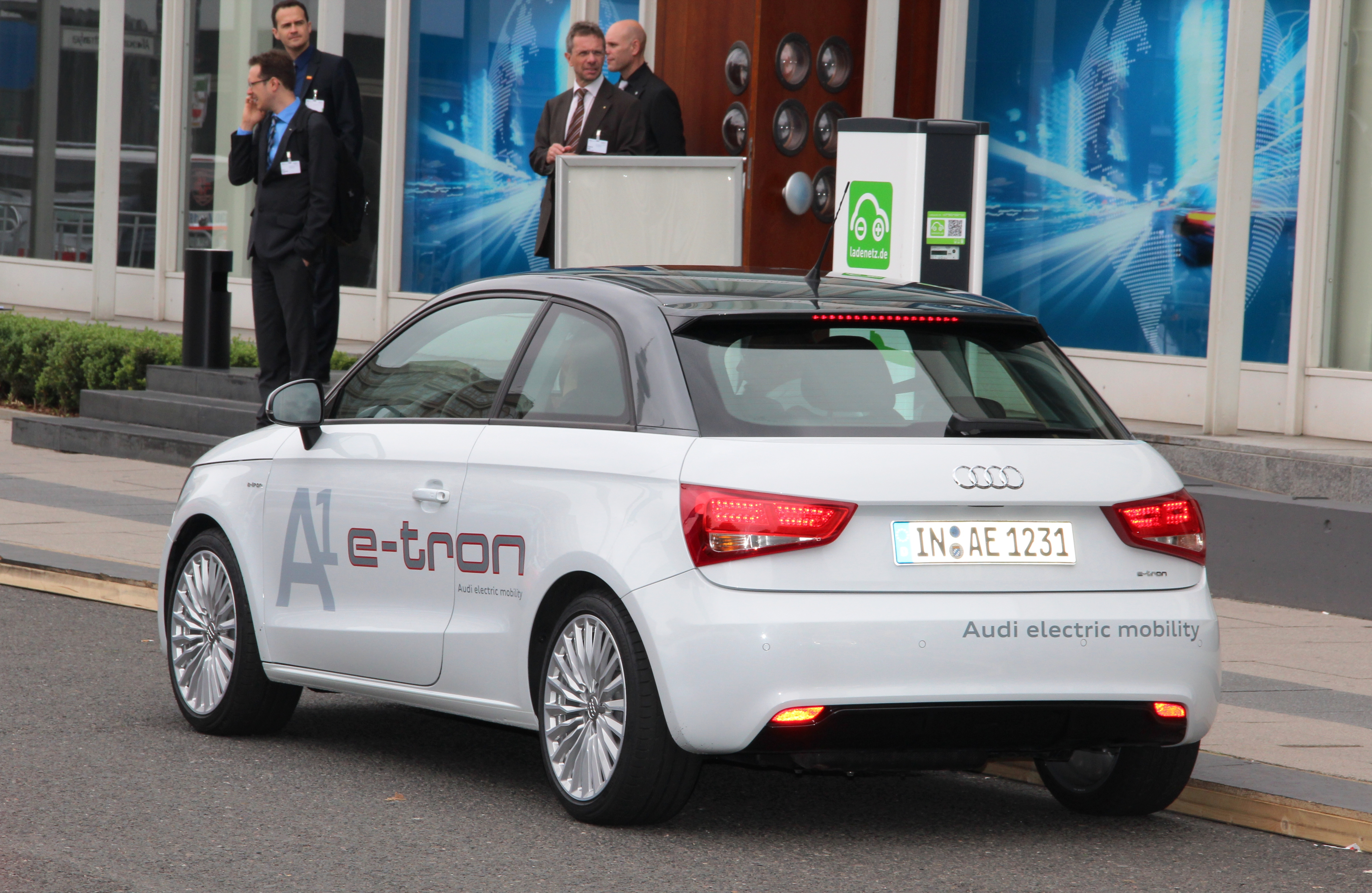
Audi A1 e-tron

Un modèle avec un moteur électrique d’une autonomie de 50 kilomètres, appelé Audi A1 e-tron, aurait dû être disponible à partir de 2012, mais tout lancement sur le marché a été reporté sine die.
La puissance du moteur électrique était de 75 kW (102 ch) et son couple maximal était de 240 Nm. En fonctionnement continu, la puissance était réduite à 45 kW (61 ch). Le véhicule accélérait de 0 à 100 km/h en 10,2 secondes et atteignait une vitesse de pointe de 130 km/h.
La puissance était transmise par une boîte de vitesses à un seul rapport. La batterie lithium-ion, qui était positionnée devant l’essieu arrière, pouvait être assistée pendant la conduite par un moteur Wankel de 15 kW, qui lui était positionné sous le coffre. Ce prolongateur d’autonomie augmentait l’autonomie de 200 kilomètres supplémentaires. La batterie pouvait être entièrement rechargée en trois heures via une connexion enfichable à un réseau de 400 volts. La consommation de carburant était de deux litres de Super aux 100 kilomètres.

### Audi S1

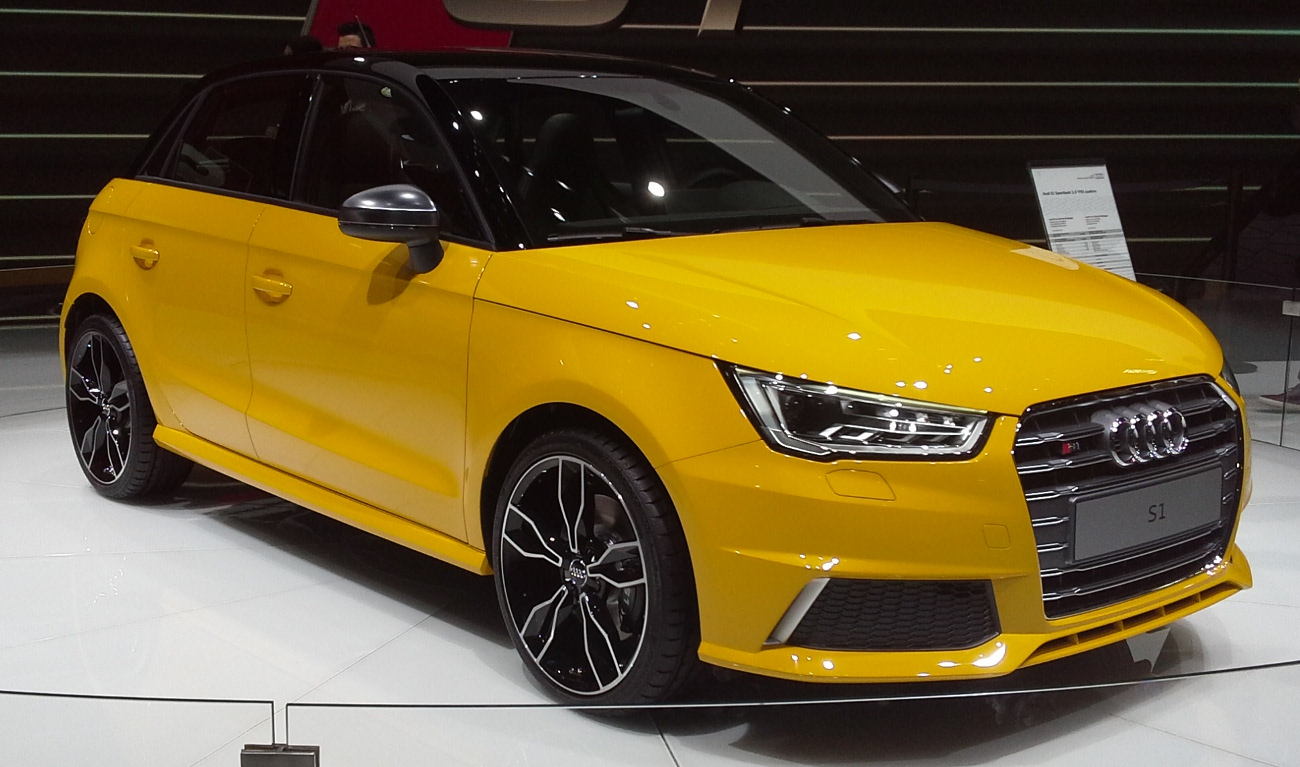
Audi S1

Outre le modèle spécial limité A1 quattro, l’Audi S1 est la variante du modèle A1 la plus puissante. Le véhicule, qui est disponible depuis mai 2014, est une version sportive de la citadine qui est basé sur le lifting apparu en 2015 et il est disponible en version trois portes et Sportback. La S1 embarque de série un moteur quatre cylindres 2 L TFSI développant 231 ch (170 kW) sur les quatre roues puisqu'elle dispose, également de série, de la transmission intégrale Quattro. Elle se démarque des autres modèles de l’A1 avec son système d’échappement à quatre volets et ses pare-chocs avant et arrière modifiés.

## Spécifications techniques
Le châssis de la plate-forme PQ25 se compose de jambes de force MacPherson et de triangles à l’avant et - sauf sur les modèles Quattro - d’un essieu à poutre de torsion à l’arrière, ainsi que d’une direction a pignon et crémaillère avec assistance électrique et de frein à disque à commande hydraulique sur toutes les roues. Le frein comprend un servofrein et un système de freinage antiblocage.
Tous les modèles d’A1, à l’exception de ceux équipés du moteur TFSI de 1.4 L et 136 kW (185 ch) et du moteur TDI de 1.6 L et 66 kW (90 ch) avec transmission S tronic, sont équipés de série d’un système start & stop et de la récupération au freinage, qui peut être utilisé pour réduire la consommation.

### Moteur et transmissions
L'Audi A1 est équipée de quatre moteurs essence de 86, 122, 140 et 185 ch, et de deux moteurs Diesel de 90, 105ch.
Le moteur TFSI suralimenté de 1,4 l avec une puissance maximale de 103 kW (140 ch) et une désactivation des cylindres est également disponible dans l’A1 et l’A1 Sportback. À partir de fin avril 2012, le moteur TDI de 2.0 L d’une puissance maximale de 105 kW (143 ch), qui était déjà disponible dans le modèle deux portes depuis août 2011, pouvait également être commandé pour la Sportback.
Toutes les Audi A1 ont une traction aux roues avant (excepté Audi A1 quattro, en quatre roues motrices) et l'on peut choisir entre :
- une boîte de vitesses manuelle à 5 rapports pour les motorisations essence de 86 ch et Diesel de 90 et 105 ch ;
- une boîte de vitesses manuelle à 6 rapports pour les motorisations essence de 122 et 140 ch et Diesel de 143 ch ;
- une boîte de vitesses robotisée à 7 rapports (S-Tronic) pour les motorisations essence de 122, 140 et 185 ch et Diesel de 90 ch.

|                    | 1.2 TFSI                        | 1.4 TFSI                                   | 1.4 TFSI COD*                              | 1.4 TFSI                        | 2.0 TFSI                        | 1.4 TDI                                    | 1.6 TDI                         | 2.0 TDI                         |
| Énergie            | Essence                         | Essence                                    | Essence                                    | Essence                         | Essence                         | Diesel                                     | Diesel                          | Diesel                          |
| Cylindrée          | 1 197 cm3                       | 1 390 cm3                                  | 1 395 cm3                                  | 1 395 cm3                       | 1 984 cm3                       | 1 422 cm3                                  | 1 598 cm3                       | 1 968 cm3                       |
| Configuration      | 4 cylindres en ligne            | 4 cylindres en ligne                       | 4 cylindres en ligne                       | 4 cylindres en ligne            | 4 cylindres en ligne            | 3 cylindres en ligne                       | 4 cylindres en ligne            | 4 cylindres en ligne            |
| Puissance          | 86 ch (63 kW) à 4 800 tr/min    | 122 ch (90 kW) à 5 000 tr/min              | 140 ch (103 kW) à 5 000 tr/min             | 185 ch (136 kW) à 6 200 tr/min  | 231 ch (170 kW) à 6 000 tr/min  | 90 ch (66 kW) à 4 200 tr/min               | 105 ch (77 kW) à 4 400 tr/min   | 143 ch (105 kW) à 4 200 tr/min  |
| Couple             | 160 N m de 1 500 à 3 500 tr/min | 200 N m de 1 500 à 4 000 tr/min            | 250 N m de 1 500 à 3 500 tr/min            | 250 N m de 2 000 à 4 500 tr/min | 370 N m de 2 500 à 4 500 tr/min | 230 N m de 1 500 à 2 500 tr/min            | 250 N m de 1 500 à 2 500 tr/min | 320 N m de 1 750 à 2 500 tr/min |
| Boîte de vitesses  | Manuelle 5 rapports             | Manuelle 6 rapports ou S-Tronic 7 rapports | Manuelle 6 rapports ou S-Tronic 7 rapports | S-Tronic 7 rapports             | Manuelle 6 rapports             | Manuelle 5 rapports ou S-Tronic 7 rapports | Manuelle 5 rapports             | Manuelle 6 rapports             |
| Vitesse maximale   | 180 km/h                        | 203 km/h                                   | 212 km/h                                   | 227 km/h                        | 245 km/h                        | 182 km/h                                   | 190 km/h                        | 217 km/h                        |
| Accélération       | 0 à 100 km/h en 11,7 s          | 0 à 100 km/h en 8,9 s                      | 0 à 100 km/h en 8,0 s                      | 0 à 100 km/h en 6,9 s           | 0 à 100 km/h en 5,7 s           | 0 à 100 km/h en 11,4 s                     | 0 à 100 km/h en 10,5 s          | 0 à 100 km/h en 8,2 s           |
| Consommation mixte | 5,1 L/100 km                    | 5,3 L/100 km                               | 4,9 L/100 km                               | 5,9 L/100 km                    | 8,5 L/100 km                    | 3,8 L/100 km                               | 3,8 L/100 km                    | 4,1 L/100 km                    |
| CO2                | 118 g/km                        | 124 g/km                                   | 113 g/km                                   | 139 g/km                        | 199 g/km                        | 99 g/km                                    | 103 g/km                        | 108 g/km                        |
| Poids à vide       | 1 040 kg                        | 1 100 kg / 1 125 kg                        | 1 210 kg                                   | 1 190 kg                        | 1 400 kg                        | 1 215 kg                                   | 1 215 kg                        | 1 265 kg                        |

* COD = Cylinder on Demand

## Ventes et nouvelles immatriculations
La production en série de 500 véhicules par jour était prévue à partir de l’automne 2009 à l’usine Audi Brussels .
Audi avait initialement prévu des ventes de 50 000 véhicules pour 2010 et en a donc fabriqué autant. Parmi ceux-ci, 28 000 ont été immatriculés, dont 40% en Allemagne par des concessionnaires ou par Audi eux-mêmes. BMW a vendu 42 000 Mini au cours de la même période . En septembre 2010, pas moins de 2 000 véhicules avaient été vendus en Allemagne. Dans le rapport financier du premier semestre 2011, Audi a déclaré avoir vendu 63 518 A1 (sur un total de 660 446 Audi, dont 140 699 en Chine, y compris Hong Kong). La «déclaration intermédiaire du troisième trimestre de 2011» fait état de 88 784 livraisons à des clients au cours des neuf premiers mois de 2011 (7 411 livraisons sur la même période l’année précédente).
Pour 2011, Audi visait des ventes mondiales de 120 000 unités et prévoyait également l’entrée sur le marché de l’A1 en Chine. La version chinoise de l’A1 n’est plus autorisée à être produite depuis le 1er janvier 2018 en raison d’une consommation excessive de carburant.
Au premier semestre de 2012, les ventes ont stagné à 64 413 unités, malgré le développement sur de nouveaux marchés et le lancement de la variante cinq portes Sportback, 63 106 véhicules avaient été livrés au cours de la même période l’année précédente.
Selon la Kraftfahrt-Bundesamt, 192 525 A1/S1 ont été nouvellement immatriculés en Allemagne de 2010 à 2017.
| Année | Nouvelles immatriculations en Allemagne | Modèle diesel | Propriétaires commerciaux |
| ----- | --------------------------------------- | ------------- | ------------------------- |
| 2010, | 8.448                                   | 34,0 %        | 58,5 %                    |
| 2011, | 28.932                                  | 23,9 %        | 50,5 %                    |
| 2012, | 29.446                                  | 28,4 %        | 56,3 %                    |
| 2013, | 27.267                                  | 29,5 %        | 65,3 %                    |
| 2014, | 27.147                                  | 26,7 %        | 64,6 %                    |
| 2015, | 24.675                                  | 27,3 %        | 66,6 %                    |
| 2016, | 25.112                                  | 17,8 %        | 64,5 %                    |
| 2017, | 21.458                                  | 1,6 %         | 67,4 %                    |